# Pardies-Piétat
 Pardies-Piétat  es una población y comuna francesa, en la región de Aquitania, departamento de Pirineos Atlánticos, en el distrito de Pau y cantón de Nay-Ouest. Pardies-Pietat se encuentra al este de la provincia, a diez millas al sureste de Pau.

## Demografía
| 329 | 320 | 303 | 302 | 365 | 377 |
| Para los censos de 1962 a 1999 la población legal corresponde a la población sin duplicidades (Fuente: INSEE [Consultar]) |     |     |     |     |     |